# Lacanobia essoni
Lacanobia essoni là một loài bướm đêm trong họ Noctuidae.